# Central European Basketball League
La Central European Basketball League (CEBL) est une compétition de basket-ball se déroulant en Europe centrale. Elle était composée d'équipes issues de l'Autriche, la Hongrie, la République tchèque, la Roumanie et la Slovaquie. La CEBL a été créée en 2008 et s'est arrêtée en 2010.

## Palmarès
| Saison            | Vainqueur         | Résultat | Finaliste        |
| ----------------- | ----------------- | -------- | ---------------- |
| 2008-2009 détails | Albacomp Fehérvár | 92 - 66  | BCM Timisoara    |
| 2009-2010 détails | Nový Jičín        | 81 - 78  | U Mobitelco Cluj |